# Mecanismo de Berry

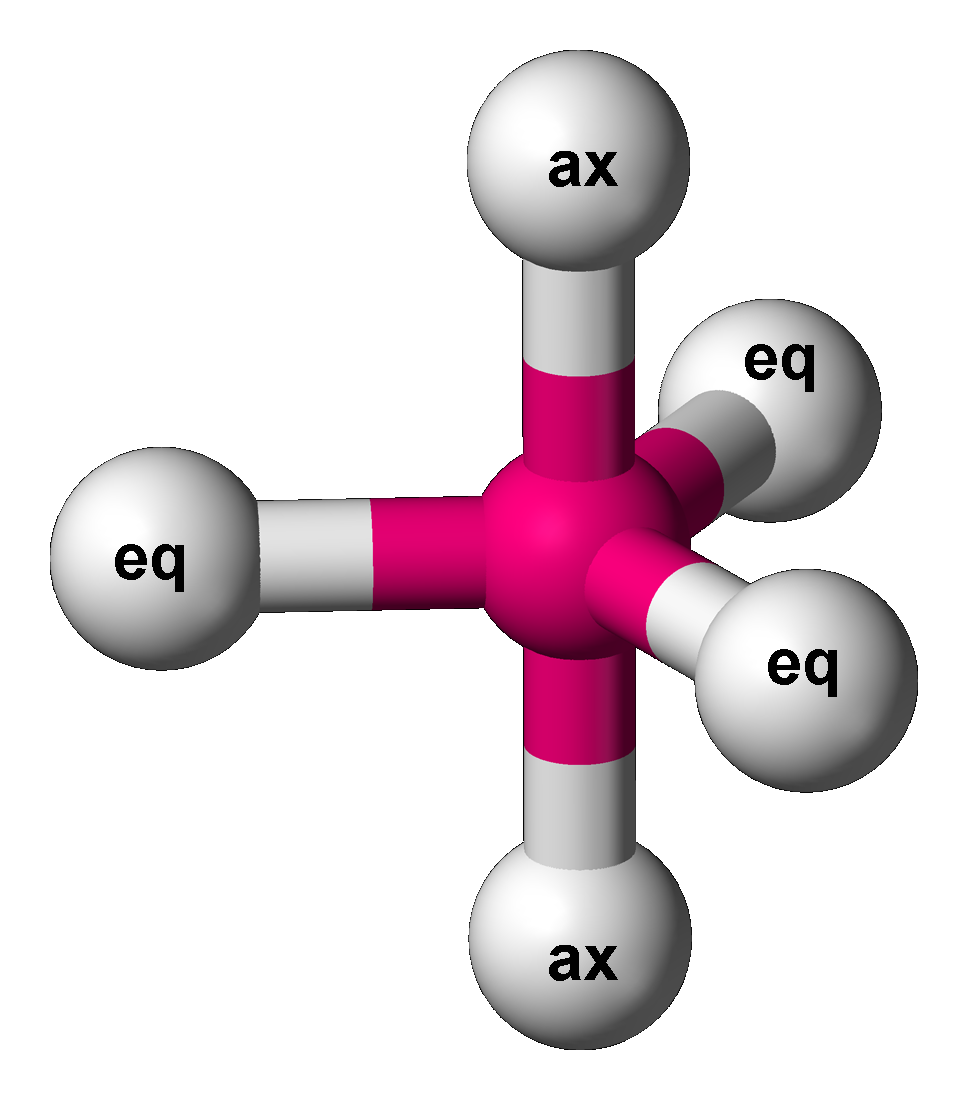
Geometría molecular de bipirámide trigonal.
ax = axial
eq = ecuatorial.

El mecanismo de Berry o mecanismo de pseudorrotación de Berry es un tipo de vibración que ocasiona que moléculas de cierta simetría se isomericen al intercambiar los dos ligandos axiales por dos de los ecuatoriales. Es el mecanismo más ampliamente aceptado para la pseudorrotación. Ocurre más comúnmente en moléculas con geometría trigonal bipiramidal, tales como PF5, aunque puede ocurrir también en especies con geometría molecular de balancín o con geometría molecular piramidal cuadrangular.

## Mecanismo de Berry en la estructura bipiramidal trigonal
El proceso de la pseudorrotación ocurre cuando los dos ligandos axiales se cierra, como un par de tijeras, abriéndose camino entre dos de los grupos ecuatoriales, que se alejan angularmente para acomodarlos. Esto forma una geometría piramidal cuadrangular, donde la base consiste en los cuatro ligandos intercambiantes y la punta es el ligando pivot, que no se ha movido. Los dos ligandos originalmente ecuatoriales se abren hasta que tengan una separación de 180 grados, haciéndose grupos axiales, perpendiculares a los grupos que eran axiales antes de la pseudorrotación.
El rápido intercambio de los ligandos axiales y ecuatoriales hace que los complejos con esta geometría molecular sean irresolubles (a diferencia de los átomos de carbono con cuatro sustituyentes distintos), excepto a bajas temperaturas o cuando uno o más de los ligantes es bidentado o polidentado.

## Mecanismo de Berry en la estructura piramidal cuadrada
El mecanismo de Berry en moléculas piramidales cuadradas (como el IF5) es algo como el inverso del mecanismo en las moléculas bipiramidales. Empezando en la "fase de transición" de la pseudorrotación bipiramidal, un par de átomos de flúor se abre como tijeras hacia adelante y hacia atrás con un tercer átomo de flúor, ocasionando que la molécula vibre. A diferencia de la pseudorrotación en las moléculas bipiramidales, los átomos y ligandos que no vibran activamente en el movimiento de "tijeras" participan en el proceso de pseudorrotación; hacen un ajuste general basado en el movimiento de los átomos y ligandos que vibran activamente.